# إد رايت (مبارز بالسيف)
إد رايت (بالإنجليزية: Ed Wright)‏ هو مبارز بالسيف أمريكي، ولد في 21 يوليو 1949 في بروكلين في الولايات المتحدة، وتوفي في 20 مارس 2017.

## وصلات خارجية
- إد رايت على موقع أوليمبيديا (الإنجليزية)